# Chiangmaiana buddhi
Chiangmaiana buddhi (лат.) — вид бабочек рода Chiangmaiana (=Nirvana) из семейства древоточцев инфраотряда разнокрылых бабочек. Юго-Восточная Азия: Китай (Юньнань) и Таиланд.

## Описание
Длина переднего крыла самца 23—25 мм. Передние крылья тёмные, в основании белая полоса, состоящая из белых округлых элементов, прерванных чёрными штрихами в базальной области, и белая полоса, широкая у костального края, сильно сужающаяся к анальному краю и охватывающая чёрные пятна разного размера, в постдискальной области. На середине крыла имеется несколько поперечных чёрных штрихов. Бахрома клетчатая, тёмная у жилок, между ними коричневая. Заднее крыло и его бахрома чёрные. Самка неизвестна. Антенны двугребенчатые. Задние голени с двумя парами шпор. Тело густо покрыто тёмными волосками. Передние крылья длинные с закругленной вершиной, тёмно-серые со специфическим рисунком из округлых светлых пятен и узких тёмных полос.

## Таксономия
Вид был впервые описан в 2004 году российским лепидоптерологом Романом Викторовичем Яковлевым (Алтайский государственный университет, Барнаул) под названием Nirvana buddhi и первоначально выделен в монотипический род Nirvana Yakovlev, 2004.
Однако, в 2006 году было обнаружено что уже существует таксон с таким же названием (Nirvana Kirkaldy, 1900 в семействе цикадок Cicadellidae, Auchenorrhyncha, Homoptera) и поэтому Nirvana Yakovlev, 2004 заменено на название Chiangmaiana Kemal & Koçak, 2005 с включением в него двух видов: номинативного Chiangmaiana buddhi и ещё второго, Chiangmaiana qinlingensis (Hua, Chou, Fang & Chen, 1990) (=Sinicossus qinlingensis Hua, Chou, Fang & Chen, 1990).